# Shannon Nishi
Shannon Nishi est une karatéka américaine née le 6 mars 1985 à Honolulu. Elle a remporté une médaille de bronze en kumite individuel féminin moins de 53 kilos aux championnats du monde de karaté 2004 à Monterrey puis en kumite individuel féminin moins de 55 kilos aux championnats du monde de karaté 2010 à Belgrade. Elle a également remporté la médaille d'or dans cette seconde catégorie aux Jeux panaméricains de 2011 à Guadalajara.

## Résultats
| Résultat | Date          | Épreuve                   | Catégorie | Compétition                | Ville hôte            |
| -------- | ------------- | ------------------------- | --------- | -------------------------- | --------------------- |
| [ 1 ]    | Novembre 2004 | Kumite individuel - 53 kg | Seniors   | Championnats du monde 2004 | Monterrey, au Mexique |